# Dastevar
Dastevar (em persa: دستوار, também romanizada como Dastevār; também conhecida como Dastevār Pey) é uma aldeia no distrito rural de Jaber-e Ansar, do condado de Abdanan, na província de Ilam, Irã.